# Dampiera lavandulacea
Dampiera lavandulacea är en tvåhjärtbladig växtart som beskrevs av John Lindley. Dampiera lavandulacea ingår i släktet Dampiera, och familjen Goodeniaceae. Inga underarter finns listade i Catalogue of Life.